# Campylocentrum acutilobum
Campylocentrum acutilobum  é uma espécie de orquídea, família Orchidaceae, que existe no Paraguai. Trata-se de planta epífita, monopodial, com caule alongado, bastante ramificado, cujas inflorescências brotam do nódulo do caule oposto à base da folha. As flores são minúsculas, brancas, de sépalas e pétalas livres, enectário na parte de trás do labelo. Pertence à secção de espécies de Campylocentrum com folhas planas e ovário liso com nectário curto, de ápice arredondado.

## Publicação e histórico
- Campylocentrum acutilobum Cogn. in C.F.P.von Martius & auct. suc. (eds.), Fl. Bras. 3(6): 510 (1906).

Cogniaux publicou esta espécie em 1906 com base em um espécime coletado por Balansa em Pirayubi, Paraguai. A planta floresceu em fevereiro. Cogniaux afirma que como Campylocentrum organense apresenta brácteas florais coriáceas mas dele diferencia-se pois o C. acutilobum tem folhas bilobuladas de ápices agudos, e labelo agudo, enquanto o C. organense tem labelo arredondado e folhas de ápices também arredondados.